# Cerro del Hierro
El Cerro del Hierro es una población, un cerro y monumento natural situados en el norte de la provincia de Sevilla (España), a 689 msnm y unos 5 km al sur de San Nicolás del Puerto por la carretera de Constantina y dentro del parque natural Sierra Norte de Sevilla.
Se trata de una zona kárstica, de roca caliza rica en minerales de hierro, que fue explotada como mina desde antes de los romanos hasta mediados del siglo XX, que ahora está declarada monumento natural por su valor geológico y paisajístico y en la que se practica el senderismo y la escalada. El antiguo poblado minero se mantiene como aldea de pocos habitantes dependiente de San Nicolás del Puerto.
Un trazado de ferrocarril unía el poblado de Cerro del Hierro con el puerto de Sevilla donde era embarcado el mineral. Con el hierro extraído de esta mina se forjaron las rejas que limitan las fachadas de la Real Fábrica de Tabacos (Universidad) o la estructura del puente de Isabel II (Puente de Triana) sobre el Guadalquivir.
Esta pequeña localidad de pocos habitantes es denominada la siberia sevillana, debido a sus temperaturas frías características del clima de media montaña con influencias continentales. En invierno, son habituales las heladas diarias que en varias ocasiones han llegado a superar los -14 °C, con nevadas esporádicas. En verano, las temperaturas son menos cálidas que en el resto de la provincia, con máximas que rara vez logran alcanzar los 40 °C, debido sobre todo a su altitud y frondosidad de los bosques que la rodean, así como el constante viento fresco que sopla desde las laderas de la sierra, que a su vez provoca un descenso de temperaturas por la noche. La media de precipitaciones suele rondar los 800 mm al año, principalmente presentes en otoño y primavera.
El 1 de octubre de 2003 la Junta de Andalucía declaró un área de 121.65 ha como monumento natural.

## Formación
Se trata de antiguos fondos marinos ricos en arrecifes y antiguas esponjas (arqueociátidos), convertidos en roca caliza del periodo Cámbrico con abundancia de minerales de hierro. El proceso posterior de karstificación de esta roca caliza convirtió los minerales de hierro en óxidos e hidróxidos que se depositaron en las cavidades, formando vetas cuya mayor concentración en hierro justifica su explotación minera. 
La explotación minera ha sido básicamente a cielo abierto, lo que ha modificado en gran medida el relieve del terreno, destruyendo sobre todo las zonas superficiales donde se suelen apreciar los lapiaces kársticos. Los túneles que pueden apreciarse en la actualidad son básicamente para las vías por las que las vagonetas sacaban el mineral de la zona minera.

## Minerales

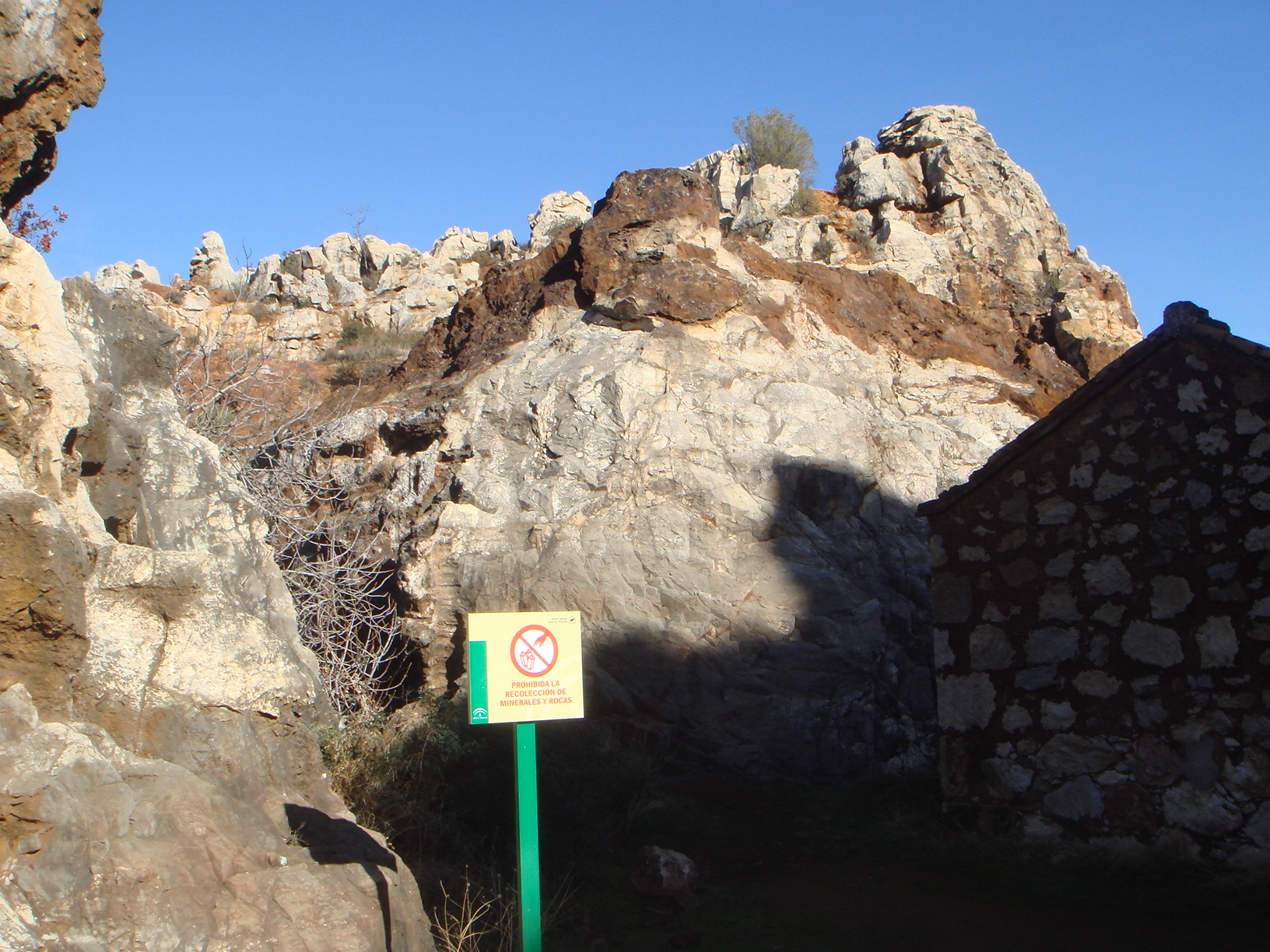
Cerro del Hierro.

La mayoría de los minerales presentes son derivados de hierro y calcio, muchos generados en los procesos de carbonatación kársticos. Los más relevantes son:
- Calcopirita
- Pirolusita
- Oligisto
- Goethita
- Limonita
- Hematite
- Baritina
- Cuarzo
- Calcita
- Malaquita
- Siderita

## Historia minera
Los yacimientos mineros del Cerro del Hierro han sido explotados desde la antigüedad, tanto a cielo abierto como en profundidad. Se tienen datos de explotación desde época romana. A finales del siglo XIX la Compañía de El Pedroso realizó sondeos de exploración de mineral en el Cerro del Hierro, sin embargo no realizó ninguna extracción. En 1893, las minas pasaron a manos extrajeras, concediéndose la explotación a la sociedad escocesa William Baird Mining and Co. Ltd., de Glasgow, que comenzó la explotación en 1895, siguiendo con ella durante la primera mitad de este siglo como The Baird’s Mining Co. Ltd. Como vestigios de aquella época queda la arquitectura inglesa del poblado del Cerro, junto con la iglesia y las casas de los ingenieros (llamadas las "Casas de los Ingleses"). 

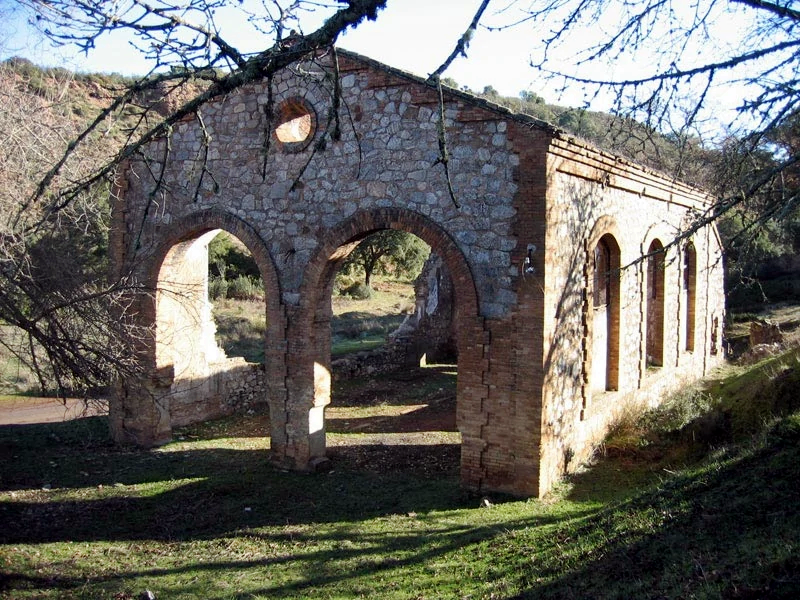
Antiguo depósito de locomotoras en Cerro del Hierro, 2007.

En mayo de 1895 entró en servicio un ramal ferroviario de 15,1 km de longitud que se unía a la línea Sevilla-Mérida. Entre 1895 y 1932 se obtuvo una producción de mineral de 7,63 millones de Tm. Durante la Guerra Civil se detuvo la actividad, aunque fue reanudada con normalidad tras su fin. En 1946 la explotación pasa a manos españolas, concediéndose esta a la empresa «Nueva Montaña Quijano», que hasta 1966 extraería la cantidad de 2 millones de Tm. Posteriormente se transfiere a la sociedad Cerro del Hierro S.A., que entre 1972 y 1977 extrajo una cifra similar. Tradicionalmente la actividad minera se había centrado en los minerales de oxihidróxido de hierro. Sin embargo, a principios de la década de 1980 se comenzó la explotación de las baritas bajo la titularidad de una cooperativa de las propios trabajadores que realizaron, a nivel restringido, el beneficio de unas 50.000 Tm de baritas existentes en el criadero.
En la actualidad no se lleva a cabo ningún trabajo de aprovechamiento. En 2000, el poblado minero, el complejo kárstico y su entorno (en total, 363 Ha) es adquirido por la Consejería de Medio Ambiente de la Junta de Andalucía.

## Fauna y flora

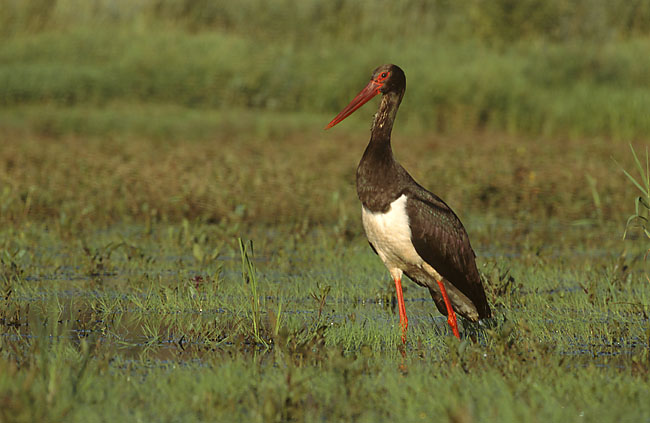
Cigüeña negra.

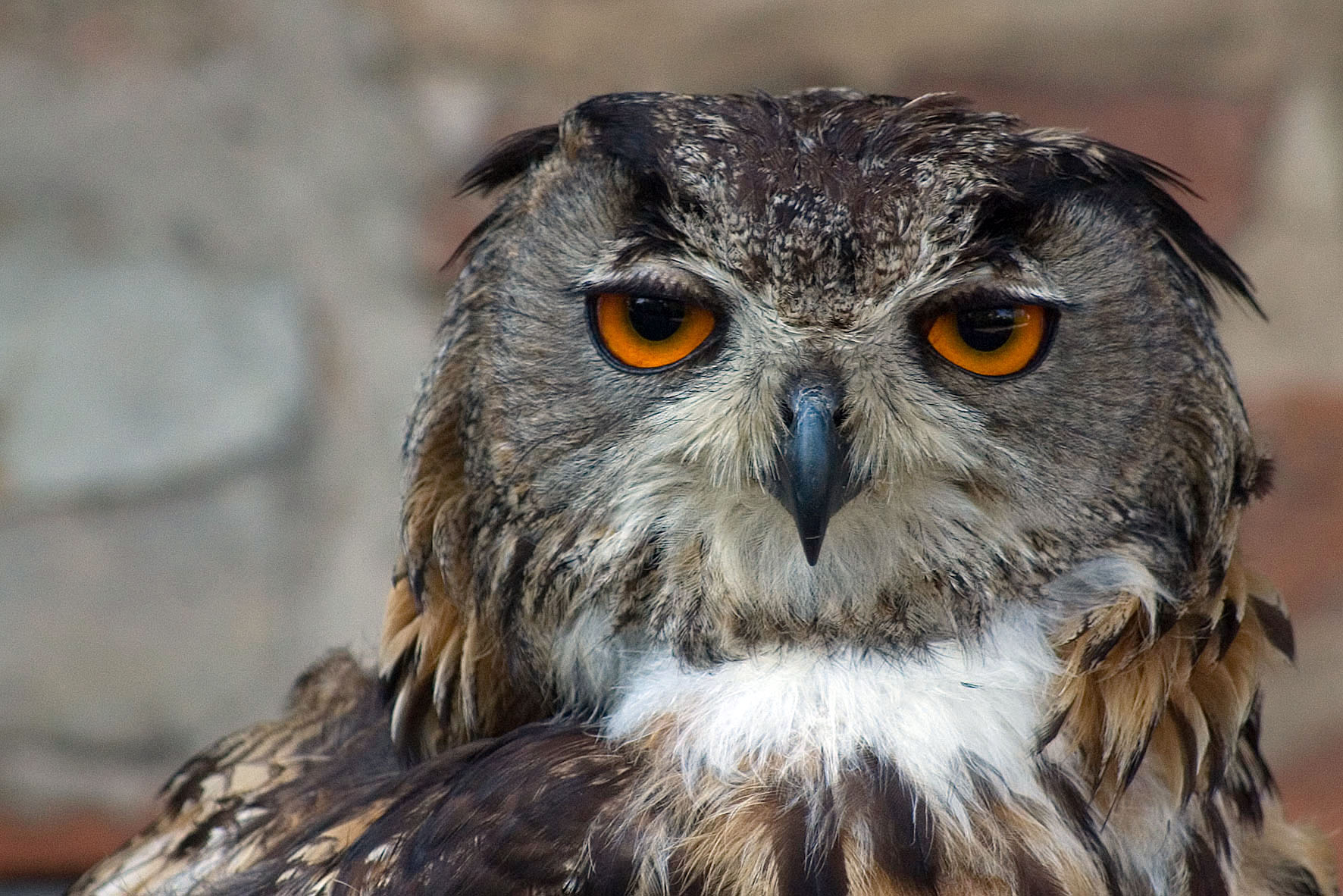
Búho Real.

La singularidad de este ecosistema rocoso, permite el desarrollo de una gran biodiversidad, tanto en plantas como en animales. No se puede pasar por alto, el entorno que rodea a este complejo, ya que en parte se trata de un bosque de Alcornoques (Quercus suber) muy conservado, salpicado de árboles tan interesantes como el Quejigo (Quercus faginea) y el Roble melojo o Rebollo (Quercus pyrenaica).
La fauna que habita esta zona es muy abundante. A pesar de la escasez de agua, con las lluvias otoñales, invernales y primaverales, se forman lagunas que permiten el desarrollo de varias especies de anfibios, como la Salamandra (Salamandra salamandra), el Tritón pigmeo (Triturus pygmaeus), el Sapo común (bufo bufo) y el sapo corredor (Bufo calamita).
La lagartijas colilarga (Psammodromus algirus) Lagartija cenicienta (Psammodromus hispanicus)y Lagartija colirroja (Acanthodactylus erythrurus)viven en este entorno, repartiéndose por distintos ecosistemas. Las Culebras de Escalera (Elaphe scalaris), de Cogulla (Macroprotodon cucullatus), de Herradura (Coluber hyppocrepis)  y Bastarda (Malpolon monspessulanum) junto a las de collar (Natrix natrix), viperina (Natrix maura) y Coronella meridional (Coronella girondica) también tienen aquí su refugio. Y como no, la temida Víbora hocicuda; existe quien todavía mantiene la falsa tradición de que el macho y la hembra son diferentes en tamaño y en peligrosidad, achacándose a aquellos un mayor grado de riesgo en caso de mordedura.
Hay que destacar la presencia de una rica avifauna, que comprende especies como el Búho real (Bubo bubo) y la Cigüeña negra (Ciconia nigra), que están en franco peligro, aunque la població de esta última, en la Sierra Norte de Sevilla, se ha recuperado de forma considerable. En los callejones y agujas se pueden ver durante todo el año el Roquero solitario (Monticola solitarius), el Gorrión chillón (Petronia petronia), el Cuervo (Corvus corax) o el Colirrojo tizón (Phoenicurus ochrurus), pero en primavera frecuentan la zona, además, la Golondrina dáurica (Hirundo daurica) y el Abejaruco (Merops apiaster),y en invierno se puede observar al Acentor alpino (Prunella collaris).

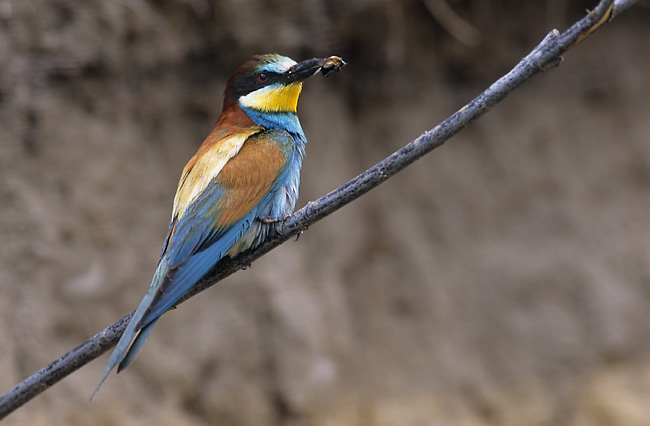
Abejaruco.

La vegetación crece entre las calizas, y también en los sombríos callejones y pozos.
Los Mamíferos que pululan por el ecosistema rocoso son el Zorro y el Jabalí, y pequeños carnívoros como la Garduña, la Gineta, el Meloncillo, la Comadreja y el Tejón. El conejo, parece ir en aumento. El Erizo, la Musaraña y diversas especies de Murciélagos dan buena cuenta de los abundantes insectos que viven en la zona.
Aquí cohabitan diferentes especies de helechos como el Culantrillo de pozo (Adiantum capillus-veneris), la Doradilla (Asplenium ceterach), el Culantrillo menor (Asplenium trichomanes),la Lengua de ciervo (Asplenium scolopendrium), el Helecho macho (Polystichum setiferum, y Dryopteris affinis) o el Culantrillo blanco(Asplenium petrarchae), algunos de ellos catalogados en la lista roja de las especies en peligro de Andalucía.
Este ecosistema es idóneo para el desarrollo de especies rupícolas, es decir, plantas que están
adaptadas a la vida entre rocas y que pueden prosperar aún con muy poco sustrato.
Son numerosas las especies aromáticas como el Tomillo salsero (Thymus mastichina), el Cantueso (Lavandula luisieri y Lavanduyla sampaiana), la Manzanilla amarga (Helichrysum stoechas), el Romero (Salvia rosmarinus),etc.
Abundan arbustos como el Madroño(Arbutus unedo), el Bupléiro (Bupleurum fruticosum), el Lentisco (Pistacia lentiscus), el Durillo (Viburnum tinus), y trepadoras como la Zarza (Rubus ulmifolius), o la Madreselva (Lonicera implexa)
La mejor época para visitar este curioso lugar es el otoño y la primavera, ya que el clima predominante es muy benigno. En invierno suelen encharcarse algunos túneles con lo que dificulta el paso.

## Escalada
La peculiar estructura del Cerro del Hierro lo hace ideal para el desarrollo de la escalada deportiva, tanto en verano como en invierno, siendo la escuela de escalada más importante de la provincia de Sevilla. La piedra caliza tiene unas formas muy características, que es difícil encontrar en otras escuelas y posee una gran adherencia. Cuenta unas 120 vías, de dificultades variadas (IV a 7c).
- Altura media: 15 metros
- Altura máxima: 18 metros
- Número de Vías: 90
- Vías hasta V: 5%
- Vías de V+ a 6c+: 65%
- Vías de 7a a 7c+: 30%

También hay vías de escalada clásica.
Esta escuela tiene varias décadas de existencia, siendo prácticamente los escaladores los únicos visitantes habituales del Cerro del Hierro hasta su transformación en punto de atracción turística, habiéndolo conservado con el respeto que se merece. Si bien el ambiente de pequeño santuario que el cerro poseía ha desaparecido tras la construcción del sendero verde, debido al aumento de visitas y la delimitación del mismo, la actividad de la escalada continúa siendo igual de gratificante, desarrollándose en los sectores altos, aislados del recorrido del sendero por los laberínticos pasillos de la mina, cuyo acceso es en algunos casos arriesgado para los excursionistas del sendero.
A finales de la década de los 90, y principios del 2000 se desmontaron las vías de escalada de ciertos sectores para proteger los anidamientos de cigüeña negra.
Existe un proyecto de reequipamiento de la escuela de escalada del Cerro del Hierro, que la antigüedad de muchas de las vías hace necesario, y que lleva años parado por aparente desinterés de las instituciones.
La presencia de hierro en las rocas de este cerro fue el origen del aprovechamiento minero que este enclave mantuvo desde época romana hasta el siglo pasado. Estos trabajos dejaron al descubierto un paisaje de formas y colores únicos en el que dominan las agujas, corredores o lapiaces. Las responsables de esta singular belleza son las calizas, rocas que sufrieron una erosión parcial por efecto de la lluvia y de la nieve, dando lugar a este espectacular karst que hoy es reclamo para amantes de la escalada. 